# Pölkenstraße 5 (Quedlinburg)

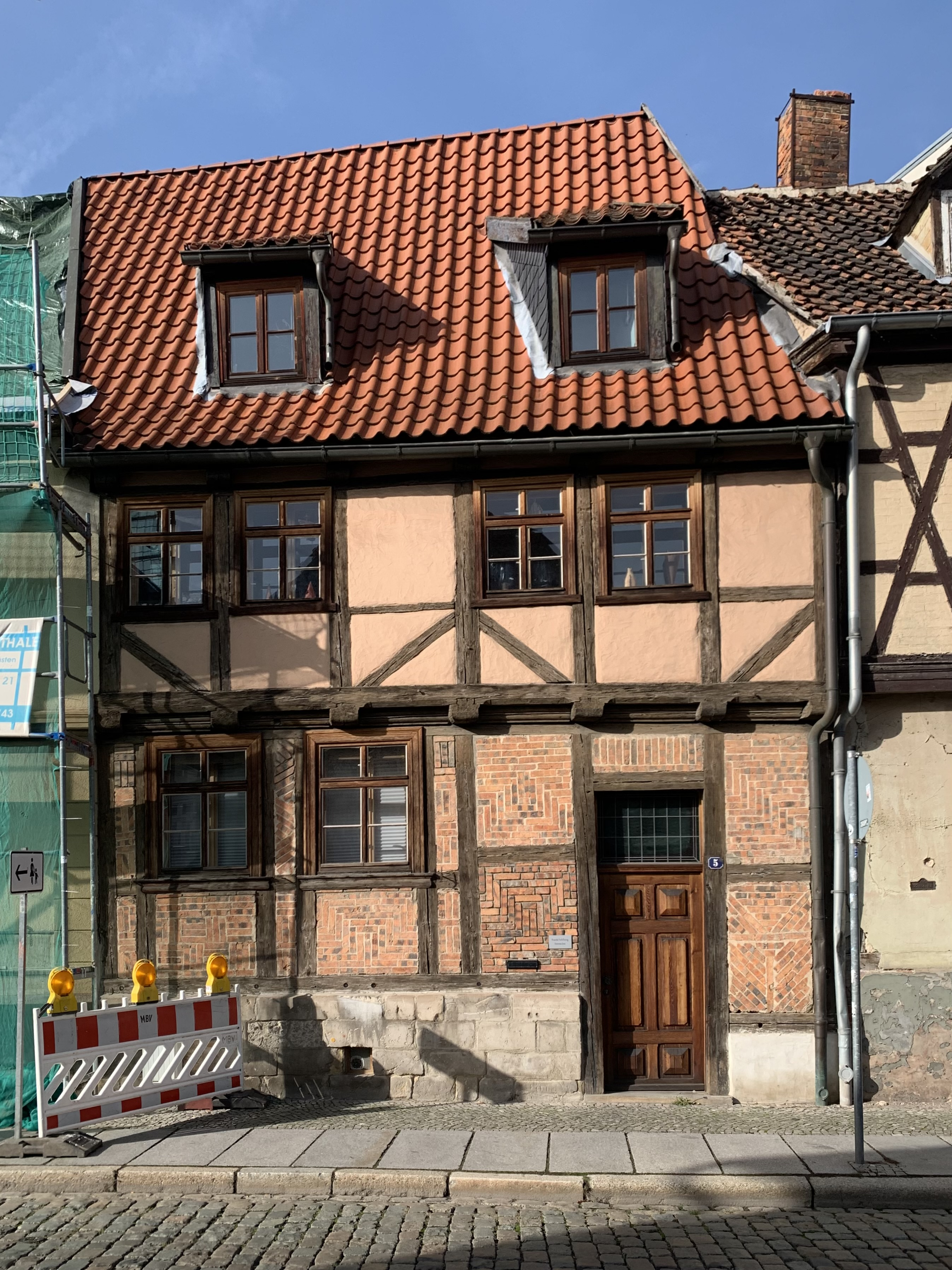
Haus Pölkenstraße 5

Das Haus Pölkenstraße 5  ist ein denkmalgeschütztes Gebäude in der Stadt Quedlinburg in Sachsen-Anhalt.

## Lage
Es befindet sich in der historischen Neustadt Quedlinburgs auf der Westseite der Pölkenstraße, gegenüber der Einmündung der Kaiserstraße, und gehört zum UNESCO-Weltkulturerbe. Im Quedlinburger Denkmalverzeichnis ist das Gebäude als Wohnhaus eingetragen.

## Architektur und Geschichte
Das kleine zweigeschossige Fachwerkhaus entstand in der Zeit um 1680. Im Erdgeschoss des Gebäudes sind die Gefache mit Zierausmauerungen versehen. Im oberen Stockwerk bestehen Fußstreben und Lehmputz.